# Czarna Ścianka
Czarna Ścianka – skała w Dolinie Kobylańskiej na Wyżynie Olkuskiej, w miejscowości Będkowice, w gminie Wielka Wieś, powiecie krakowskim, województwie małopolskim. Znajduje się w południowej części doliny, w jej orograficznie prawych zboczach. Dolina przy Dwoistej Turni robi tutaj zakręt, a Czarna Ścianka znajduje się w lesie, w odległości około 50 m od ścieżki szlaku turystycznego biegnącego dnem doliny. Prowadzi do niej ścieżka oznakowana tabliczką.
Dolina Kobylańska jest jednym z najbardziej popularnych terenów wspinaczki skalnej. Zbudowana z wapieni Czarna Ścianka ma pionowe lub przewieszone ściany o wysokości 8–15 m. Przez wspinaczy skalnych zaliczana jest do Grupy Dwoistej Turni. Na jej południowych, południowo-wschodnich i wschodnich ścianach poprowadzili oni 11 dróg wspinaczkowych o trudności III – VI.1 w skali Kurtyki. Wszystkie mają zamontowane punkty asekuracyjne – ringi (r), stanowiska zjazdowe (st) lub dwa ringi zjazdowe (drz).
Czarna Ścianka jest w dużym stopniu porośnięta czarnymi porostami i nieco krucha. Powyżej znajduje się jeszcze druga skała – niewysoka Prawie K2 z kilkoma ubezpieczonymi drogami.

## Drogi wspinaczkowe

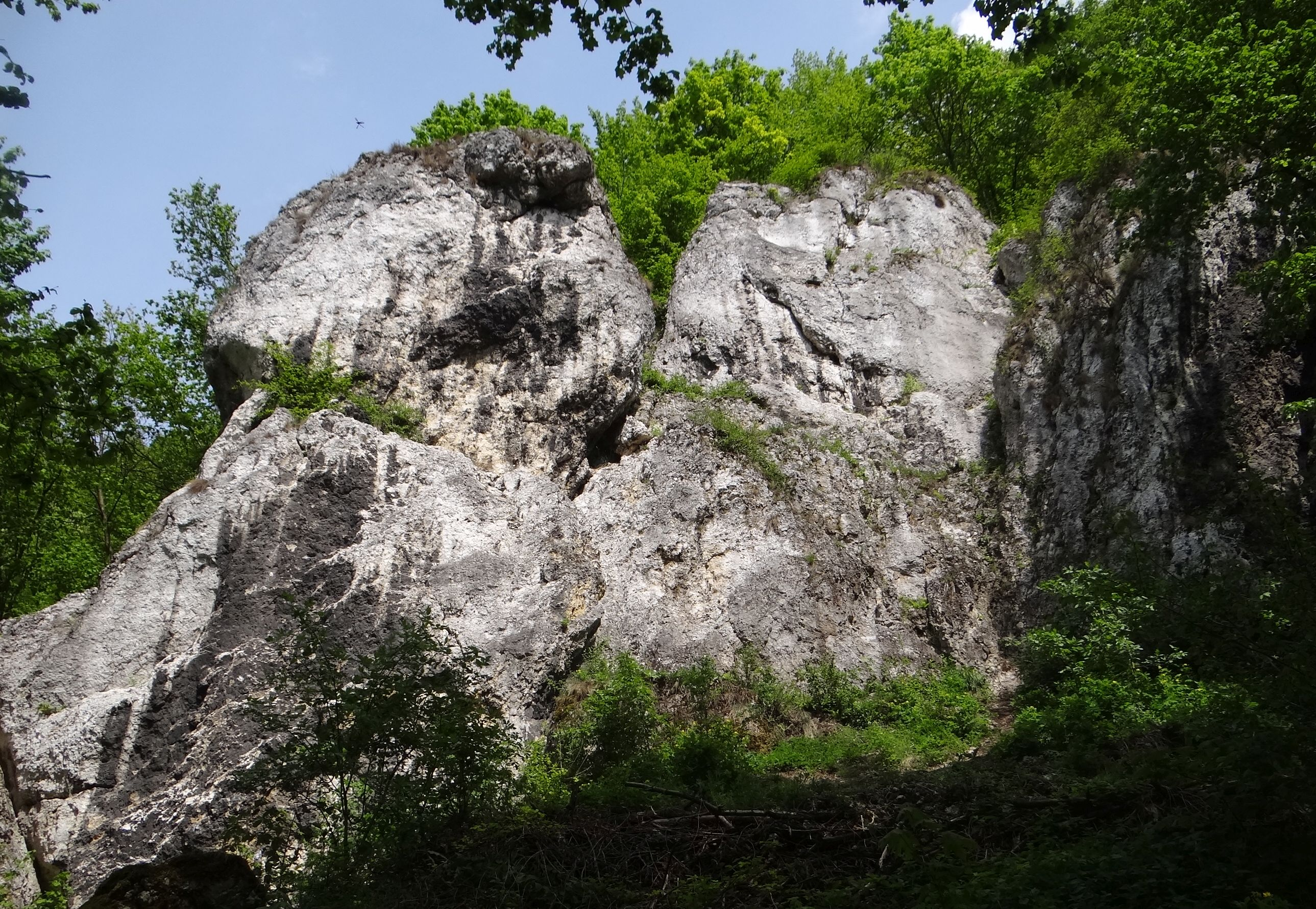
Czarna Ścianka
1. Droga drwali; IV, 5r + st, 11 m
2. Taktyka błędu; VI.1+, 6r + st, 15 m
3. Wojna; 6r + st, VI.1, 15 m
4. Wałek Rasputina; IV, 1r + st, 16 m
5. Poduchy carycy; VI-, 9r + st, 16 m
6. Projekt; 4r + st, 16 m
7. Droga Romka; III, 8r + drz, 16 m
8. Kominek Czarnej Ścianki; III, 7r + st, 15 m[2].